# Nibaldo Mosciatti Moena
Nibaldo Mosciatti Moena (Concepción, 7 de febrero de 1926-Concepción, 6 de octubre de 2007) fue un empresario chileno, dueño de Bío Bío Comunicaciones y fundador de las radios El Carbón, Gabriela, Punto 7 y Bío-Bío, además del Canal Regional de Televisión de Concepción.

## Biografía
El abuelo de Nibaldo, Antonio Mosciatti llegó junto a su familia de Italia. Su hijo Ezio Mosciatti Cipoletti contrajo matrimonio con Mercedes Moena Gajardo, tuvieron siete hijos. Nibaldo fue el sexto hijo, nació en 1926 en la ciudad de Concepción. Su padre fue constructor, y falleció en 1932.
Estudió en el Liceo Enrique Molina Garmendia. Durante su juventud incursionó en el teatro —junto con los hermanos Villagra, hermanos Duvauchelle y Tennyson Ferrada—, las marionetas y la escenografía, y desarrolló programas en la radio local Araucanía de Concepción y creó una agencia de noticias y otra de publicidad. Además fue ajedrecista, y a los 20 años fue campeón del deporte en Concepción.

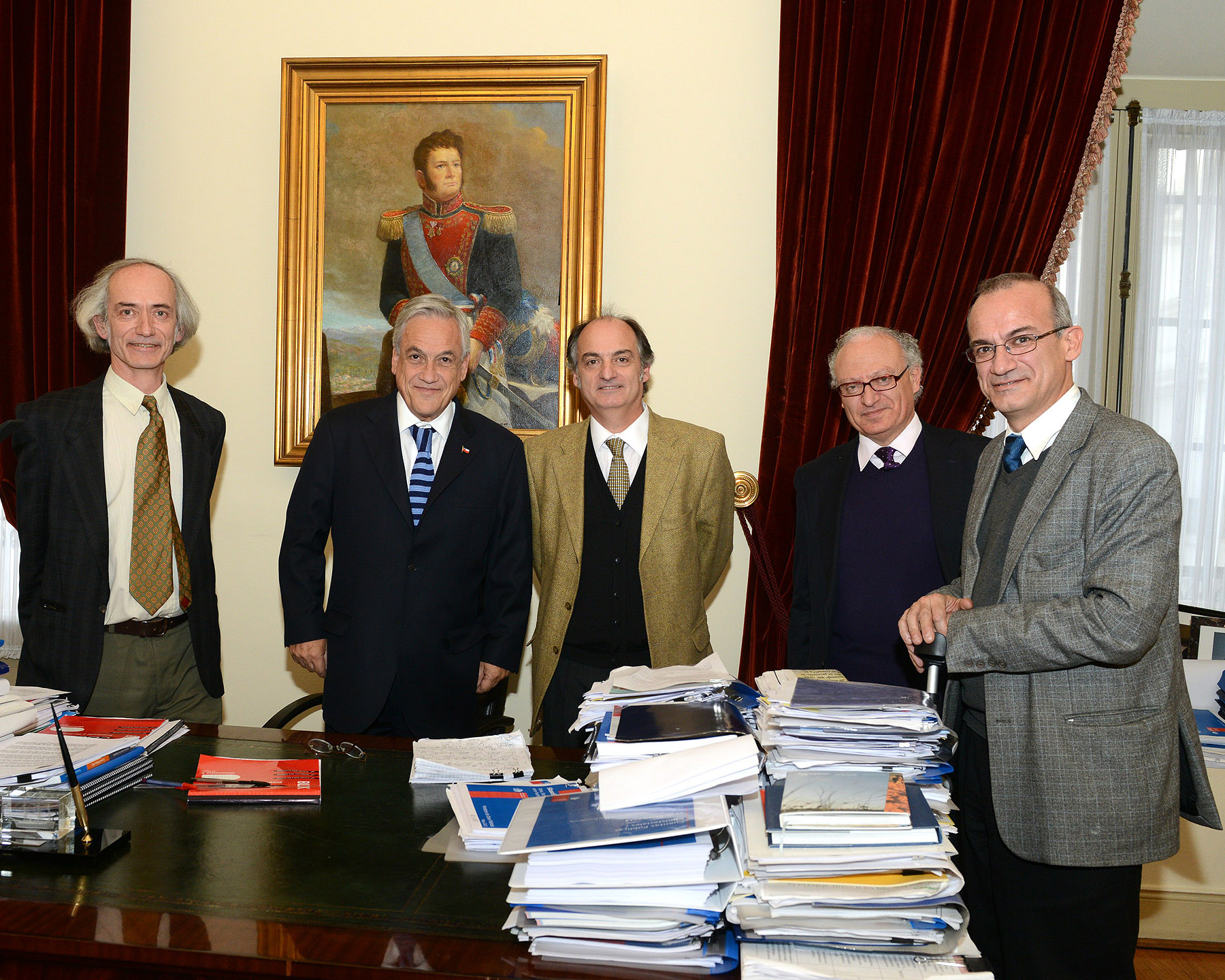
Ezio Mosciatti, el presidente Sebastián Piñera, Nibaldo, Tomás y Mauro Mosciatti en 2013.

Se casó en segundas nupcias con la abogada Olga Paulina Olivieri Aste. Tuvo ocho hijos: Florencia, Cecilia y Gian Piero, de su primer matrimonio; y Tomás Antonio (abogado), Nibaldo Fabrizio (periodista), Ezio Livio (arquitecto), Mauro Alessio (ingeniero) y Piero Bruno (abogado), de su relación con Olivieri.
Mosciatti falleció el domingo 7 de octubre de 2007. Fue velado en la parroquia San Agustín de Concepción, y el funeral se realizó el lunes 8 de octubre a las 15 horas. A modo de duelo, las radioemisoras de Concepción no transmitieron mensajes comerciales durante ese día. El ministro Secretario General de Gobierno, Ricardo Lagos Weber, dijo en el funeral que Mosciatti mantuvo sus valores durante toda su vida, «particularmente durante la época más compleja para el país [la dictadura militar], donde jugó un rol muy importante, manteniendo y abriendo espacios para comunicar».

## Carrera empresarial
En 1959 fundó la Radio El Carbón de Lota. El 24 de abril de 1966 creó la Radio Bío Bío de Concepción, estación que con los años se extendería por todo el país. También fundaría otros medios de comunicación, como Radio Gabriela (1981-1998) y Radio Punto 7 en 1990.
En 1991 fundó el Canal Regional de Televisión de Concepción, primer canal regional privado de Chile, cuyas transmisiones comenzaron en 1993 como Canal 9 Regional. Sus hijos a través de Bío-Bío Comunicaciones han mantenido estas empresas y se han expandido a la televisión por internet con Bío-Bío Chile TV.

La independencia de los Mosciatti en el mercado radial y televisivo ha sido una característica que sus hijos continúan. Bío Bío La Radio, Punto Siete y el Canal 9 Regional han pasado a ser algunos de los pocos espacios que no responden a los grupos económicos tradicionales, a partidos políticos, ni a movimientos religiosos. Las voces de sus hijos... hacen gala de esa autonomía de vuelo que les da el ser una empresa sustentada en sus audiencias y sus avisos.
María Olivia Mönckeberg, Los magnates de la prensa (2009).

Fue también el fundador del Club de Ajedrez de Concepción. Además en la década de 1970 inventó un juego de fútbol de mesa electrónico, que patentó en gran parte del mundo.

## Reconocimientos
En 2002 recibió el Premio a la Coherencia "Laura Rodríguez", entregado por la fundación homónima, por su «trayectoria impecable, luchador contra el poder establecido, un irreverente que se compromete con el cambio profundo, una gran persona de radio con principios (de las pocas que existen)».
El senador por la región del Bío-Bío, Alejandro Navarro rindió un homenaje a Mosciatti el 7 de noviembre de 2007:

¿Cómo lo definiríamos? Un hombre sencillo, amable, leal amigo, consecuente, sociable y fiel a sus convicciones. Amaba las cosas simples, aunque le gustaba el ajedrez. Y la verdad que las cosas que quienes lo conocimos nunca lo desafiamos, era jugar ajedrez. Amaba el ajedrez porque amaba, por cierto, la ironía, lo mordaz, lo incisivo, la transparencia, la consecuencia, la honestidad. (...) Es por eso que la consecuencia, la coherencia siguen siendo un valor fundamental de don Nibaldo Mosciatti. Y ese es el recuerdo que como joven estudiante, que como Diputado y como Senador, hoy día siento.
Alejandro Navarro.